# Steinbach (Bad Liebenstein)
Steinbach è una frazione di 1 230 abitanti del comune tedesco di Bad Liebenstein, nel circondario di Wartburg, in Turingia. Già comune autonomo, il 1º gennaio 2013 è stato aggregato a Bad Liebenstein.